# Super Pakito Chac
Súper Pakito Chac (SPCH) es una banda de rock latino formada a mediados de 1995 en El Salvador, América Central. En ocasiones su nombre es escrito en diferentes formas como Super Paquito Chac, Super Paquito Shack, Super Pakito Chack, pero el nombre oficial del grupo es Super Pakito Chac.
En la escena del rock salvadoreño, Súper Pakito Chac es uno de los pocos grupos que al igual que OVNI se ha mantenido durante muchos años. 
- , Broncco (B-Rock), Sobretierra
- , Nativa Geranio, Frigüey
- , R.C.P., y La Pita Vieja
- , han logrado mantenerse activos por al menos diez o más años.

La música de Súper Pakito Chac mezcla el rock con ritmos latinos propios de la zona Mesoamericana y del Caribe, como la cumbia, el son cubano, el reggae, el songo, la rumba, el Ska. 
El grupo ha realizado dos giras por Europa visitando Inglaterra, Irlanda del Norte y Francia. Durante estas giras la banda ha tocando en diferentes ciudades como Mánchester, Londres, Liverpool, Preston, Bristol, Derry y París.

## Historia
La banda nació a mediados del año 1995 en las instalaciones del Centro Cultural de la Universidad Centroamericana "José Simeón Cañas". En ese entonces el grupo empezaba a cohesionarse y a definir su estilo. Pocos meses después, en 1996, emprendieron un esfuerzo con una visión más propia y profesional, y empezaron a crear canciones originales que fueron marcando la tendencia y el estilo del grupo.
En 1997 es lanzado a las radiodifusoras salvadoreñas el primer sencillo de SPCH , titulado "Entre la Espada y la Pared" , un tema que mezcla ritmos blues y Ska. Esta canción se ubicó en las mejores 10 canciones del año en cuanto a rock nacional (salvadoreño) se refiere.
En 1998 es lanzado el segundo sencillo titulado "Pakito" este tema forma parte de las 100 canciones más escuchadas del año, compitiendo tanto con el mercado local como con el internacional.
En el 2000 promocionan el primer disco de SPCH que lleva por nombre "Guerreros Chac" Este disco posee un trabajo artístico cargado de mucha rebeldía en sus letras y una mezcla de ritmos, melodías y armonías muy al estilo del grupo. Está compuesto por 10 canciones originales, grabadas en El Salvador. Esta producción se realizó en diversos estudios de grabación y la producción final es de SPCH en coordinación con Yolocamba I Ta Music.
El grupo participó con la canción "SLM80" en la producción del disco "Romero" , que fue lanzado en el ano 2000 en conmemoración del vigésimo aniversario del asesinato del Arzobispo Oscar Arnulfo Romero, mártir del pueblo salvadoreño y latinoamericano.
En el año 2002 sale a la luz su segundo disco, titulado "Directo a tus Venas", este disco es parte de un concierto que fue grabado en vivo en uno de los lugares de promoción del arte y la cultura en El Salvador. La venta del disco es precedida por el lanzamiento en las radiodifusoras del tema "Canción de Batalla" Esta canción llegó al primer lugar de las listas de popularidad del rock salvadoreño .
Como parte de "Directo a tus venas", dentro de la promoción de "Canción de Batalla" , a principios del ano 2003 SPCH es ganador nacional del Premio a Mejor Artista Fusión, otorgado por Danzka (Vodka of Denmark) y Subterránica (Programa de radio que promueve el rock nacional salvadoreño, Radio La Femenina). 
El grupo es nominado nuevamente en 2004 en dos categorías: Mejor Artista Fusión y Proyección Internacional. 
SPCH participó con "Canción de Batalla" en la producción del disco "A la Luz de la Luna", que fue lanzado en el año 2002.
A mediados del año 2004 Super Pakito Chac decide realizar una nueva gira por Europa, ahora un poco más ambiciosa; viajar a Inglaterra y participar en varios festivales de verano y realizar presentaciones en bares y salas de conciertos. 
Parte de las actuaciones de Super Pakito Chac en esta gira han sido :
- Respect Festival 2004. Realizado en Londres (17 de julio). Acompañando a grupos como Public Enemy entre otros.

- The Cavern Club. (31 de julio) PUB ubicado en la ciudad de Liverpool. Este lugar es histórico en el mundo de la música ya que The Beatles iniciaron ahí su exitosa carrera.

- Hulme Festival. (7 de agosto). Realizado en Hulme Manchester.

- Carnaval del Pueblo 2004. Realizado en Londres (15 de agosto). Este evento es el carnaval Latinoamericano más grande de Europa. Aquí los SpCh compartió escenario con músicos de alto nivel como el ganador del Grammy® Gliberto Santarrosa.

- Zanzíbar, esta sala de concierto es de las más importantes en la ciudad de Liverpool.

## Miembros
Actualmente (2008), el grupo está conformado por: 
- Douglas Arévalo: Voz y Guitarra.
- Marcelo Romero: Voz y Guitarra.
- Carlos Martínez: Voz.
- Raúl Sanabria: Batería y percusión.
- Roberto Platero: Teclados y Coros.
- Vinicio Coreas: Percusión menor y Batería
- Víctor Aguilar: Guitarra
- Alejandro Funes (Q. E. P. D.) participó en el teclado.
- Yasser Pérez: Guitarra rítmica.

## Discografía
- Guerreros Chac (2000)

- Directo a tus Venas (En Vivo) (2002)

- Revolución Latina (Compilatorio) (2006)

- Datos: Q6135722